# Paramesotriton caudopunctatus
Paramesotriton caudopunctatus är en groddjursart som först beskrevs av Liu och Hu in Hu, Zhao 1973.  Paramesotriton caudopunctatus ingår i släktet Paramesotriton och familjen vattensalamandrar. IUCN kategoriserar arten globalt som nära hotad. Inga underarter finns listade i Catalogue of Life.